# Меркуриметрія
Меркуриметрі́я — комплексометричний метод кількісного визначення у розчині галогенідів і псевдогалогенідів (ціанідів і тіоціанатів), заснований на утворенні малорозчинних сполук при взаємодії з розчинами солей Hg(II). Титрантом зазвичай є розчин нітрату ртуті(II) Hg(NO3)2.

## Визначення

### Хлориди і броміди
При взаємодії між іонами Cl-, Br- та катіоном Hg2+ відбувається осадження білих малорозчинних галогенідів (хлориду і броміду ртуті):
{\displaystyle \mathrm {Hg^{2+}+2Cl^{-}\longrightarrow HgCl_{2}\downarrow } }
{\displaystyle \mathrm {Hg^{2+}+2Br^{-}\longrightarrow HgBr_{2}\downarrow } }
Однак у процесі титрування хлоридів можлива поява методичної помилки, пов'язана із реакцією між титрантом і утворюваним осадом HgCl2:
{\displaystyle \mathrm {Hg^{2+}+HgCl_{2}\longrightarrow 2[HgCl]^{-}} }
Це вимагає введення поправкового коефіцієнту.
Індикаторами для визначення хлоридів і бромідів можуть бути розчини нітропрусиду натрію, дифенілкарбазону і дифенікарбазиду. Катіони Hg(II) не взаємодіють з індикаторами, поки у розчині присутні галогеніди.
У випадку застосування нітропрусиду натрію зайва крапля титранту утворюватиме білий осад:
{\displaystyle \mathrm {Hg^{2+}+[Fe(CN)_{5}NO]^{2-}\longrightarrow Hg[Fe(CN)_{5}NO]\downarrow } }; Ks=1,0·10-9

Дифенілкарбазон

Кращим варіантом є використання дифенілкарбазону (або дифенілкарбазиду) — надлишкова кількість Hg(II) утворюватиме комплексні сполуки синьо-фіолетового кольору.

### Йодиди
Визначення йодидів полягає у двостадійній реакції:
- спочатку катіони Hg(II) зв'язують йодид-іони у комплекси тетрайодомеркурату:

{\displaystyle \mathrm {Hg^{2+}+4I^{-}\longrightarrow [HgI_{4}]^{2-}} }
- додавання надлишкової кількості титранту призводитиме до випадіння рожево-помаранчевого осаду йодиду ртуті(II):

{\displaystyle \mathrm {Hg^{2+}+[HgI_{4}]^{2-}\longrightarrow 2HgI_{2}\downarrow } }
Кінцева точка титрування може визначатися суто візуально.

### Тіоціанати

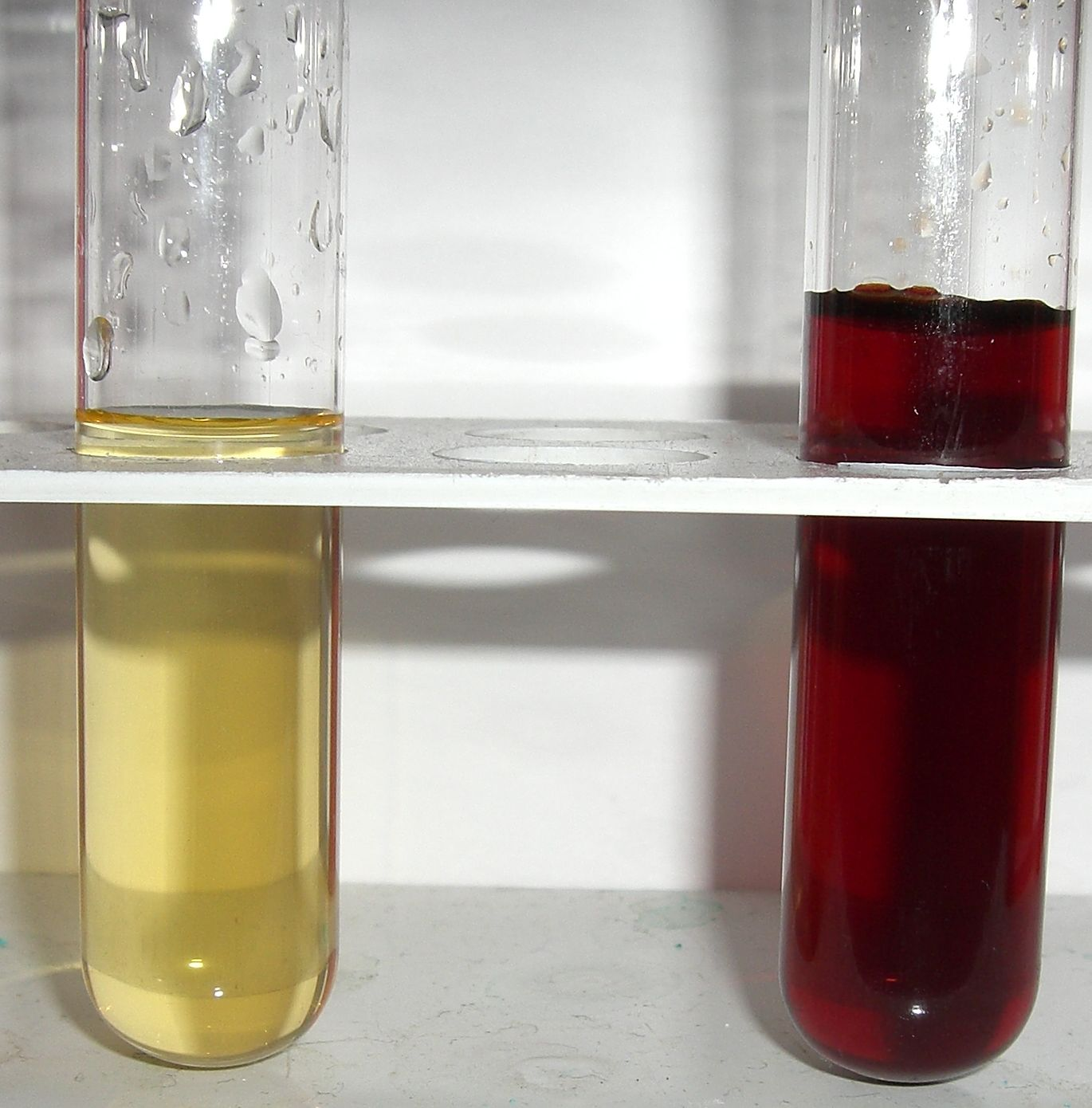
Забарвлення розчинів, що містять іони Fe^{3+} (ліворуч) і комплекс [Fe(SCN)_{3}] (праворуч)

Для визначення вмісту тіоціанатів (роданідів) додатково застосовуються солі Fe(III) — вони утворюють з тіоціанатами комплекс, що забарвлює розчин у червоний колір, а подальше титрування солями Hg(II) його знебарвлює:
{\displaystyle \mathrm {Fe^{3+}+3SCN^{-}\longrightarrow [Fe(SCN)_{3}]} }
{\displaystyle \mathrm {3Hg^{2+}+2[Fe(SCN)_{3}]\longrightarrow 3[Hg(SCN)_{2}]+2Fe^{3+}} }

## Стандартизація
Нітрат ртуті(II) не відповідає вимогам до стандартних речовин, тому після приготування розчину його додатково стандартизують.
Типовим для меркуриметрії є розчин титранту концентрацією 0,1 моль/л, приготований розведенням солі у концентрованій нітратній кислоті. 
Концентрацію розчину Hg(NO3)2 встановлюють за стандартним розчином хлориду натрію відомої концентрації. До аліквоти розчину NaCl додають кілька крапель дифенілкарбазону і титрують розчином Hg(NO3)2 до переходу жовтого забарвлення розчину у фіолетове. За отриманим значенням об'єму титранту, що пішов на титрування наважки NaCl, розраховують його молярну концентрацію.